# 道路交通センサス
道路交通センサス（どうろこうつうセンサス）は国土交通省（道路局）が主体となって定期的に実施している、道路交通に関する全国規模の調査である全国道路・街路交通情勢調査（ぜんこくどうろ・がいろこうつうじょうせいちょうさ）の通称。

## 概要
日本全国の道路と道路交通の実態を把握し、道路の計画や、建設、管理などについての基礎資料を得ることを目的として実施される。
1928年度（昭和3年度）に、当時の内務省の外郭団体であった社団法人道路改良会（現在の公益社団法人日本道路協会）が「全国交通調査」として行なったのが始まりで、1980年（昭和55年）以降は5年おき（すなわち西暦の下1桁が0または5の年）に実施している。原則として秋季（9月から11月）の平日及び休日の任意の各1日で実施される。最新の調査は、2020年（令和2年）度の調査が新型コロナウイルスの影響で延期され、2021年（令和3年）に行われた。
調査結果については集計後に国土交通省道路局から公表される。

## 調査体系
調査内容は、交通量・旅行速度などの実測を行う「一般交通量調査」と、地域間の自動車の動きを把握する「自動車起終点調査（OD調査）」に大別される。
- 「一般交通量調査」は、すべての高速道路・一般国道・都道府県道（主要地方道に指定されている政令指定都市の市道を含む）および一部政令指定都市の一般市道を対象に、「道路状況調査」・「交通量調査」・「旅行速度調査」を実施する。[7]
  - 「道路状況調査」車道や歩道の幅員やその幅員構成、交差点・バス停・歩道の設置状況等を調査する
  - 「交通量調査」平日及び休日における自動車、二輪車、歩行者等の交通量を計測する
  - 「旅行速度調査」混雑時および昼間非混雑時における旅行速度（信号待ちや交通渋滞による停止を含む移動に要した速度）を計測する[8]

- 「自動車起終点調査（ＯＤ調査※）」とは、自動車の1日の動き（利用目的、目的地、駐車場所等）を調べる調査であり、「オーナーインタビューOD調査」と「高速OD調査」を実施する。[9]　※（「ＯＤ」とは「Origin（起点）」「Ｄestination（終点）」のこと）
  - 「オーナーインタビューＯＤ調査」車所有者や使用者に対し、車の利用状況アンケート調査を行う。
  - 「高速ＯＤ調査」高速道路利用者を対象に、インターネットによるアンケート調査を行う。

## 自動車交通量上位の一覧
2021年（令和3年）に調査した結果に基づく、道路種別ごとの平日昼間12時間交通量のトップ10。
| 順位 | 路線名         | 観測地点（区間）            | 交通量 （台/12時間） |
| ---- | -------------- | --------------------------- | -------------------- |
| 1    | 東名高速道路   | 横浜町田IC - 綾瀬スマートIC | 95,541               |
| 2    | 近畿自動車道   | 大東鶴見IC - 東大阪北IC     | 90,640               |
| 3    | 近畿自動車道   | 松原JCT - 松原IC            | 90,024               |
| 4    | 東名高速道路   | 海老名JCT - 厚木IC          | 89,116               |
| 5    | 近畿自動車道   | 長原IC - 松原JCT            | 83,648               |
| 6    | 東名高速道路   | 横浜青葉IC - 横浜町田IC     | 81,677               |
| 7    | 近畿自動車道   | 東大阪南IC - 八尾IC         | 80,841               |
| 8    | 近畿自動車道   | 東大阪北IC - 東大阪JCT      | 78,823               |
| 9    | 東関東自動車道 | 湾岸市川IC - 谷津船橋IC     | 77,397               |
| 10   | 近畿自動車道   | 門真JCT - 大東鶴見IC        | 75,604               |

| 順位 | 路線名               | 観測地点（区間）                                   | 交通量 （台/12時間） |
| ---- | -------------------- | -------------------------------------------------- | -------------------- |
| 1    | 首都高速湾岸線       | 新木場出入口 - 葛西JCT                             | 105,446              |
| 2    | 首都高速湾岸線       | 辰巳JCT - 新木場出入口                             | 104,799              |
| 3    | 首都高速5号池袋線    | 熊野町JCT - 板橋JCT                                | 103,081              |
| 4    | 首都高速湾岸線       | 東雲JCT・有明出入口 - 辰巳JCT                      | 99,691               |
| 5    | 首都高速中央環状線   | 小菅出入口 - 堀切JCT                               | 94,453               |
| 6    | 首都高速湾岸線       | 有明JCT - 東雲JCT・有明出入口                      | 93,471               |
| 7    | 首都高速湾岸線       | 東海JCT - 大井南出入口                             | 92,090               |
| 8    | 首都高速中央環状線   | 小菅JCT - 小菅出入口                               | 91,761               |
| 9    | 阪神高速13号東大阪線 | 大阪市西区西本町2丁目 （阿波座JCT - 阿波座出入口） | 88,971               |
| 10   | 首都高速1号羽田線    | 浜崎橋JCT - 芝浦JCT                                | 88,970               |

| 順位 | 路線名                     | 観測地点（区間）                                      | 交通量 （台/12時間） |
| ---- | -------------------------- | ----------------------------------------------------- | -------------------- |
| 1    | 国道16号 保土ヶ谷バイパス  | 横浜市旭区桐が作1492 （新桜ヶ丘IC - 南本宿IC）        | 100,452              |
| 2    | 国道8号 （新潟バイパス）   | 新潟市中央区紫竹山6丁目 （桜木IC - 弁天IC）           | 97,586               |
| 3    | 国道423号 （新御堂筋）     | 吹田市南吹田5丁目 （東三国（北）ランプ - 江坂ランプ） | 76,465               |
| 4    | 大阪中央環状線             | 東大阪市本庄西                                        | 73,881               |
| 5    | 国道2号 岡山バイパス       | 岡山市中区平井1240番地 （旭川大橋）                   | 70,945               |
| 6    | 国道23号 （知立バイパス）  | 知立市上重原町間瀬口 （西中IC - 上重原IC）            | 68,501               |
| 7    | 国道7号 （新潟バイパス）   | 新潟市東区寺山3丁目 （竹尾IC - 逢谷内IC）             | 67,712               |
| 8    | 国道3号 （香椎バイパス）   | 福岡市東区下原                                        | 67,210               |
| 9    | 国道1号 浜松バイパス       | 磐田市小立野 （新天竜川橋）                           | 64,885               |
| 10   | 国道357号 （東京湾岸道路） | 市川市原木2526-27地先 （原木大橋）                    | 64,344               |

### 注記
1. ↑  一般国道の有料区間を除く。同一路線は最も交通量の多い1区間のみ抽出。

## 参考資料
- “建設・国土関係統計一覧 - 全国道路・街路交通情勢調査 - 概要”.   国土交通省道路局企画課道路経済調査室. 2016年3月18日閲覧。